# Matevž Krumpeštar
Matevž „Matej“ Krumpeštar (* 23. Dezember 1977 in Kamnik) ist ein früherer slowenischer Bogenbiathlet und Bogenschütze.
Matej Krumpeštar gehörte zu den Pionieren in seiner Sportart bei Weltmeisterschaften. Er nahm erstmals bei der Premiere der WM, 1998 in Cogne, teil und gewann dort an der Seite von Peter Koprivnikar und Iztok Prelog hinter den Vertretungen aus Italien und Frankreich als Startläufer der Staffel Sloweniens die Bronzemedaille. 2002 konnte er mit Andrej Zupan, Rok Rant und Boris Andrejka als Schlussläufer im heimischen Pokljuka sie Staffel-Silbermedaille gewinnen. 2003 folgte in Krün der Gewinn der Bronzemedaille mit seinen Teamkameraden Andrej Zupan, Ivan Maradin und Vid Vončina hinter Russland und der ukrainischen Staffel, wobei Krumpestar erneut Schlussläufer war. 2004 gewann er in Pokljuka mit Jože Poklukar, Gaber Lah und Andrej Zupan als Schlussläufer, 2005 in Forni Avoltri mit Andrej Zupan, Jaka Marinšek und Vid Vončina als Startläufer jeweils die Silbermedaillen hinter der russischen Staffel. 2004 wurde er zudem 16. des Sprints, 12. der Verfolgung und Elfter im Massenstartrennen. Krumpestar ist einer von wenigen Athleten, die sowohl die erste als auch die letzte WM in der Sportart mitmachten.
Den größten Erfolg seiner sportlichen Karriere erreichte Krumpeštar als Bogenschütze. Bei den Olympischen Sommerspielen 1996 von Atlanta kam er zu zwei Einsätzen. Im Einzel wurde er 64., in der Mannschaft mit Peter Koprivnikar und Samo Medved Fünfter.